# Enchanted Folk and the School of Wizardry
Enchanted Folk and the School of Wizardry, conocido en Estados Unidos como Magician's Quest: Mysterious Times y en Japón como Tongari Boushi to Mahou no 365 Nichi, es un videojuego creado por Konami para la consola Nintendo DS en 2008 en Japón, y en 2009 en América del Norte y Europa. Tiene un parecido a Animal Crossing por los residentes que son animales y  el jugador que es el único humano del lugar. La diferencia es que se puede ir al colegio, hacer conjuros mágicos, tocar música, comer tallarines, crear la forma de personaje y muchas cosas más.
Tres secuelas, dos para Nintendo DS y una para Nintendo 3DS, Tongari Boushi to Mahou no Omise (2010), Tongari Boushi to Oshare na Mahou Tsukai (2011) y Tongari Boushi to Mahou no Machi (2012) solo se lanzaron en Japón.
- Datos: Q3025668